# Tsai Meng-lin
Tsai Meng-lin (* 21. März 1978) ist ein ehemaliger taiwanischer Leichtathlet, der sich auf den Sprint spezialisiert hat.

## Sportliche Laufbahn
Erste internationale Erfahrungen sammelte Tsai Meng-lin im Jahr 2001, als er bei den Ostasienspielen in Osaka im 200-Meter-Lauf in 20,92 s die Bronzemedaille hinter dem Japaner Shingo Suetsugu und Gennadi Tschernowol aus Kasachstan gewann. Über 100 Meter belegte er in 10,50 s den vierten Platz. Anschließend schied er bei den Weltmeisterschaften im kanadischen Edmonton im 100-Meter-Lauf mit 10,57 s in der ersten Runde aus und nahm anschließend an der Sommer-Universiade in Peking teil und erreichte dort über 100 und 200 Meter jeweils das Viertelfinale, in dem er mit 10,63 s bzw. 21,36 s ausschied. Im Jahr darauf erreichte er bei den Asienmeisterschaften in Colombo über beide Distanzen das Halbfinale und schied dort mit 10,87 s bzw. 21,61 s aus und anschließend nahm er an den Asienspielen in Busan teil und belegte dort in 10,53 s den achten Platz über 100 Meter und erreichte mit der taiwanischen 4-mal-100-Meter-Staffel in 40,02 s Rang sechs. 
2003 erreichte er bei den Asienmeisterschaften in Manila erneut das Halbfinale über 100 und 200 Meter und schied dort mit 10,80 s und 21,51 s aus. 2006 nahm er mit der Staffel erneut an den Asienspielen in Doha teil und wurde dort nach 39,99 s Vierter. 2009 gewann er bei den Asienmeisterschaften in Guangzhou in 39,57 s die Bronzemedaille mit der Staffel hinter den Teams aus Japan und China und anschließend siegte er bei den Ostasienspielen in Hongkong in 39,31 s mit der 4-mal-100-Meter-Staffel und gewann mit der 4-mal-400-Meter-Staffel in 3:10,47 min die Bronzemedaille hinter Japan und China. 2010 gewann er bei seinen dritten Asienspielen in Guangzhou in 39,05 s die Silbermedaille mit der 4-mal-100-Meter-Staffel hinter den Chinesen und im Jahr darauf gewann er bei den Asienmeisterschaften in Kōbe in 39,30 s die Bronzemedaille hinter den Teams aus Japan und Hongkong und verpasste anschließend bei den Weltmeisterschaften in Daegu mit 39,30 s den Finaleinzug. 2012 bestritt er in Chon Buri seinen letzten Wettkampf und beendete damit seine aktive sportliche Karriere im Alter von 34 Jahren. 
In den Jahren 2002 und 2006 wurde Tsai taiwanischer Meister im 200-Meter-Lauf sowie 2006 und 2010 über 100 Meter.

## Persönliche Bestleistungen
- 100 Meter: 10,29 s (+1,4 m/s), 29. Juli 2006 in Panchiao
- 200 Meter: 20,88 s (+1,8 m/s), 1. April 2002 in Kaoshiung